# The Masked Singer (Vereinigtes Königreich)/Staffel 1
Die erste Staffel der britischen Musikshow The Masked Singer wurde vom 4. Januar bis zum 15. Februar 2020 auf ITV ausgestrahlt. Moderiert wurde sie von Joel Dommett. Das Rateteam bestand neben mehreren Gastjuroren aus dem Schauspieler Ken Jeong, der Moderatorin Davina McCall, der Sängerin Rita Ora und dem Moderator Jonathan Ross. Siegerin der ersten Staffel wurde Nicola Roberts als Queen Bee.

## Rateteam
Jeong kam aufgrund anderweitiger Verpflichtungen nicht in allen Folgen vor und wurde in den entsprechenden Episoden durch Gastmitglieder ersetzt, die eine Verbindung zur US-amerikanischen Version von The Masked Singer hatten, in der Jeong ebenfalls im Rateteam sitzt. Osmond belegte in der ersten Staffel der amerikanischen Version als Peacock den zweiten Platz. Sharon Osbourne sollte in dieser Mitglied im Rateteam sein, was aber nicht möglich war, da sie vorher bereits als Jurorin der britischen Sendung The X Factor verpflichtet wurde. Kelly Osbourne nahm in der zweiten Staffel der amerikanischen Version als Ladybug teil und erreichte den neunten Platz.
| Folge | Ständige Mitglieder | Ständige Mitglieder | Ständige Mitglieder | Ständige Mitglieder | Gastmitglied                   |
| ----- | ------------------- | ------------------- | ------------------- | ------------------- | ------------------------------ |
| 1     | Ken Jeong           | Davina McCall       | Rita Ora            | Jonathan Ross       | —                              |
| 2     | Ken Jeong           | Davina McCall       | Rita Ora            | Jonathan Ross       | —                              |
| 3     | Ken Jeong           | Davina McCall       | Rita Ora            | Jonathan Ross       | —                              |
| 4     | Ken Jeong           | Davina McCall       | Rita Ora            | Jonathan Ross       | —                              |
| 5     | —                   | Davina McCall       | Rita Ora            | Jonathan Ross       | Donny Osmond                   |
| 6     | —                   | Davina McCall       | Rita Ora            | Jonathan Ross       | Kelly Osbourne Sharon Osbourne |
| 7     | Ken Jeong           | Davina McCall       | Rita Ora            | Jonathan Ross       | —                              |
| 8     | Ken Jeong           | Davina McCall       | Rita Ora            | Jonathan Ross       | —                              |

## Teilnehmer

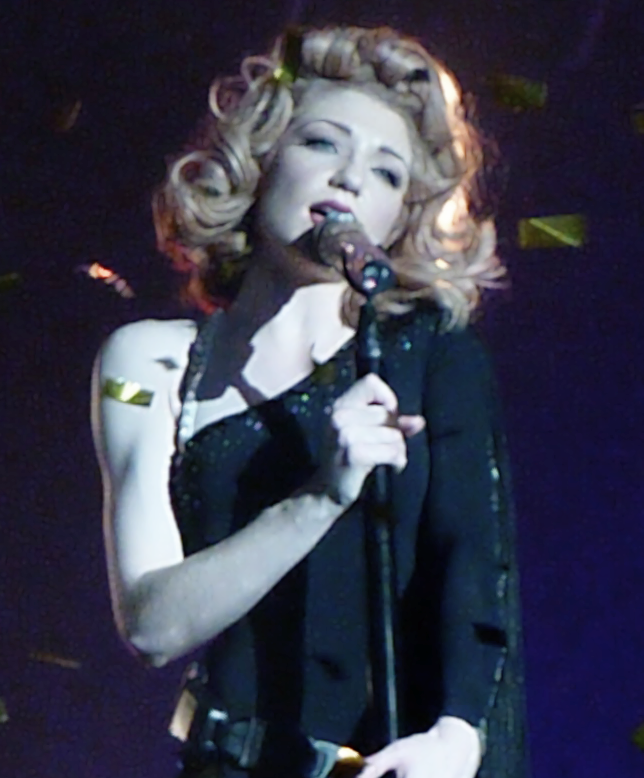
Nicola Roberts, Siegerin der ersten Staffel

| Platz | Kostüm                    | Person            | Bekannt als                                     | Aus in Folge | Quelle |
| ----- | ------------------------- | ----------------- | ----------------------------------------------- | ------------ | ------ |
| 1     | Queen Bee (Bienenkönigin) | Nicola Roberts    | Sängerin                                        | 8            | [ 9 ]  |
| 2     | Hedgehog (Igel)           | Jason Manford     | Komiker, Moderator, Sänger, Schauspieler        | 8            | [ 10 ] |
| 3     | Octopus (Tintenfisch)     | Katherine Jenkins | Sängerin                                        | 8            | [ 11 ] |
| 4     | Monster                   | CeeLo Green       | Sänger                                          | 7            | [ 12 ] |
| 5     | Fox (Fuchs)               | Denise van Outen  | Moderatorin, Sängerin, Schauspielerin, Tänzerin | 7            | [ 13 ] |
| 6     | Unicorn (Einhorn)         | Jake Shears       | Sänger                                          | 6            | [ 14 ] |
| 7     | Duck (Ente)               | Skin              | Sängerin                                        | 6            | [ 15 ] |
| 8     | Daisy (Gänseblümchen)     | Kelis             | Sängerin, Schauspielerin                        | 5            | [ 16 ] |
| 9     | Tree (Baum)               | Teddy Sheringham  | Fußballspieler                                  | 4            | [ 17 ] |
| 10    | Chameleon (Chamäleon)     | Justin Hawkins    | Sänger                                          | 3            | [ 18 ] |
| 11    | Pharaoh (Pharao)          | Alan Johnson      | Politiker                                       | 2            | [ 19 ] |
| 12    | Butterfly (Schmetterling) | Patsy Palmer      | DJ, Schauspielerin                              | 1            | [ 20 ] |

## Folgen
|   | Kostüm    | Lied, Originalinterpret                          | Ergebnis      |
| - | --------- | ------------------------------------------------ | ------------- |
| 1 | Queen Bee | Alive – Sia                                      | Gewonnen      |
| 2 | Duck      | Like a Virgin – Madonna                          | Vielleicht    |
|   |           |                                                  |               |
| 3 | Unicorn   | Babooshka – Kate Bush                            | Gewonnen      |
| 4 | Butterfly | You Got the Love – The Source feat. Candi Staton | Ausgeschieden |
|   |           |                                                  |               |
| 5 | Chameleon | Creep – Radiohead                                | Vielleicht    |
| 6 | Hedgehog  | Black Magic – Little Mix                         | Gewonnen      |

|   | Kostüm  | Lied, Originalinterpret             | Ergebnis      |
| - | ------- | ----------------------------------- | ------------- |
| 1 | Monster | Happy – Pharrell Williams           | Vielleicht    |
| 2 | Fox     | Call Me – Blondie                   | Gewonnen      |
|   |         |                                     |               |
| 3 | Tree    | It Must Be Love – Labi Siffre       | Gewonnen      |
| 4 | Pharaoh | Walk Like an Egyptian – The Bangles | Ausgeschieden |
|   |         |                                     |               |
| 5 | Octopus | Part of Your World – Jodi Benson    | Gewonnen      |
| 6 | Daisy   | Can’t Feel My Face – The Weeknd     | Vielleicht    |

|          | Kostüm    | Lied, Originalinterpret           | Ergebnis      |
| -------- | --------- | --------------------------------- | ------------- |
| 1        | Unicorn   | Juice – Lizzo                     | Gewonnen      |
| 2        | Queen Bee | Someone You Loved – Lewis Capaldi | Gewonnen      |
| 3        | Duck      | Livin’ on a Prayer – Bon Jovi     | Vielleicht    |
| 4        | Hedgehog  | Shine – Take That                 | Gewonnen      |
| 5        | Chameleon | Feel It Still – Portugal. The Man | Vielleicht    |
| Sing-Off |           |                                   |               |
| 6        | Duck      | Ellens dritter Gesang             | Gewonnen      |
| 7        | Chameleon | True Colors – Cyndi Lauper        | Ausgeschieden |

|          | Kostüm  | Lied, Originalinterpret                    | Ergebnis      |
| -------- | ------- | ------------------------------------------ | ------------- |
| 1        | Octopus | Splish Splash – Bobby Darin                | Vielleicht    |
| 2        | Tree    | Lovely Day – Bill Withers                  | Vielleicht    |
| 3        | Daisy   | I Can’t Make You Love Me – Bonnie Raitt    | Gewonnen      |
| 4        | Monster | Can’t Help Falling in Love – Elvis Presley | Gewonnen      |
| 5        | Fox     | On the Radio – Donna Summer                | Gewonnen      |
| Sing-Off |         |                                            |               |
| 6        | Octopus | One Last Time – Ariana Grande              | Gewonnen      |
| 7        | Tree    | Evergreen – Westlife                       | Ausgeschieden |

|   | Kostüm    | Lied, Originalinterpret                           | Ergebnis      |
| - | --------- | ------------------------------------------------- | ------------- |
| 1 | Monster   | Don’t Cha – Tori Alamaze                          | Vielleicht    |
| 2 | Fox       | On My Own – Frances Ruffelle                      | Gewonnen      |
| 3 | Daisy     | Unforgettable – Nat King Cole                     | Ausgeschieden |
| 4 | Queen Bee | Girl on Fire – Alicia Keys                        | Gewonnen      |
| 5 | Octopus   | Diamonds Are Forever – Shirley Bassey             | Gewonnen      |
| 6 | Unicorn   | Sharp Dressed Man – ZZ Top                        | Gewonnen      |
| 7 | Hedgehog  | Don’t Look Back in Anger – Oasis                  | Gewonnen      |
| 8 | Duck      | Blinded by Your Grace, Pt. 2 – Stormzy feat. MNEK | Gewonnen      |

|   | Kostüm                  | Lied, Originalinterpret                                    | Ergebnis      |
| - | ----------------------- | ---------------------------------------------------------- | ------------- |
|   | Alle übrigen Teilnehmer | High Hopes – Panic! at the Disco                           | —             |
|   |                         |                                                            |               |
| 1 | Fox                     | Firework – Katy Perry                                      | Vielleicht    |
| 2 | Duck                    | My Heart Will Go On – Céline Dion                          | Ausgeschieden |
| 3 | Unicorn                 | Girls & Boys – Blur                                        | Ausgeschieden |
| 4 | Queen Bee               | Heaven – Bryan Adams                                       | Gewonnen      |
| 5 | Monster                 | Human – Rag ’n’ Bone Man                                   | Gewonnen      |
| 6 | Hedgehog                | I’d Do Anything for Love (But I Won’t Do That) – Meat Loaf | Gewonnen      |
| 7 | Octopus                 | I’ll Never Love Again – Lady Gaga & Bradley Cooper         | Gewonnen      |

|                   | Kostüm                  | Lied, Originalinterpret                      | Ergebnis      |
| ----------------- | ----------------------- | -------------------------------------------- | ------------- |
|                   | Alle übrigen Teilnehmer | Don’t Get Me Wrong – The Pretenders          | —             |
|                   |                         |                                              |               |
| 1                 | Hedgehog                | Chandelier – Sia                             | Gewonnen      |
| 2                 | Octopus                 | Somewhere – Reri Grist                       | Gewonnen      |
| 3                 | Fox                     | Holding Out for a Hero – Bonnie Tyler        | Ausgeschieden |
| 4                 | Queen Bee               | Greatest Love of All – George Benson         | Gewonnen      |
| 5                 | Monster                 | Do You Really Want to Hurt Me – Culture Club | Gewonnen      |
| Zweiter Durchgang |                         |                                              |               |
| 6                 | Hedgehog                | My Way – Hervé Vilard                        | Gewonnen      |
| 7                 | Octopus                 | Vogue – Madonna                              | Gewonnen      |
| 8                 | Queen Bee               | Work It Out – Beyoncé                        | Gewonnen      |
| 9                 | Monster                 | Careless Whisper – George Michael            | Ausgeschieden |

|                   | Kostüm                 | Lied, Originalinterpret                                               | Ergebnis      |
| ----------------- | ---------------------- | --------------------------------------------------------------------- | ------------- |
|                   | Alle Staffelteilnehmer | The Greatest Show – Hugh Jackman & Keala Settle & Zac Efron & Zendaya | —             |
|                   |                        |                                                                       |               |
| 1                 | Queen Bee              | Somebody Else’s Guy – Jocelyn Brown                                   | Gewonnen      |
| 2                 | Hedgehog               | Cry Me a River – Julie London                                         | Gewonnen      |
| 3                 | Octopus                | Supercalifragilisticexpialidocious – Julie Andrews & Dick Van Dyke    | Dritter Platz |
| Zweiter Durchgang |                        |                                                                       |               |
| 4                 | Queen Bee              | Someone You Loved – Lewis Capaldi                                     | Gewinnerin    |
| 5                 | Hedgehog               | Black Magic – Little Mix                                              | Zweiter Platz |